# Alfabeto romeno
O alfabeto romeno é o alfabeto derivado do alfabeto latino usado para escrever a língua romena. É uma variante do alfabeto latino que consiste de 31 letras, incluindo cinco caracteres suplementares formados por adição de diacríticos (Ă, Â, Î, Ș, e Ț), modificadas das letras latinas originais para atender aos requisitos fonéticos do idioma. As letras do alfabeto são as seguintes:
As letras Q, K, W e Y são utilizadas apenas em palavras estrangeiras, sobretudo nomes.

## Letras e pronúncias
| Letra/dígrafo           | Fonema | Pronúncia aproximada    |
| ----------------------- | ------ | ----------------------- |
| A a                     | /a/    | a em "pai"              |
| Ă ă (a com braquia)     | /ə/    | a em "cima"             |
| Â â (a com circunflexo) | /ɨ/    | i em "mito"             |
| B b                     | /b/    | b em "bola"             |
| C c                     | /k/    | c em "casa"             |
| C c                     | /ʧ/    | tch em "tcheco"         |
| Ch ch                   | /k/    | qu em "quilo"           |
| D d                     | /d/    | d em "dado"             |
| E e                     | /e/    | e em "vê"               |
| E e                     | /e̯/    | (/e/ semivocálico)      |
| E e                     | /je/   | ie em "hiena"           |
| F f                     | /f/    | f em "flor"             |
| G g                     | /ɡ/    | g em "gato"             |
| G g                     | /ʤ/    | dj em "adjacente"       |
| Gh gh                   | /ɡ/    | gu em "guerra"          |
| H h                     | /h/    | (h expirado)            |
| I i                     | /i/    | i em "quina"            |
| I i                     | /j/    | i em "cuidado"          |
| I i                     | /ʲ/    | (palatalização)         |
| Î î (i com circunflexo) | /ɨ/    | e em "se" (em Portugal) |
| J j                     | /ʒ/    | j em "já"               |
| K k                     | /k/    | c em "casa"             |
| L l                     | /l/    | l em "lama"             |
| M m                     | /m/    | m em "mão"              |
| N n                     | /n/    | n em "norte"            |
| O o                     | /o/    | o em "avô"              |
| O o                     | /o̯/    | (/o/ semivocálico)      |
| P p                     | /p/    | p em "posto"            |
| Q q                     | /k/    | c em "casa"             |
| R r                     | /r/    |                         |
| S s                     | /s/    | s em "só"               |
| Ș ș (s com vírgula)     | /ʃ/    | ch em "chá"             |
| T t                     | /t/    | t em "topo"             |
| Ț ț (t com vírgula)     | /ʦ/    | ts em "tsé-tsé"         |
| U u                     | /u/    | u em "grupo"            |
| U u                     | /w/    | u em "mau"              |
| V v                     | /v/    | v em "visão"            |
| W w                     | /v/    | v em "visão"            |
| W w                     | /w/    | u em "mau"              |
| X x                     | /ks/   | x em "fixo"             |
| X x                     | /ɡz/   | x em "hexágono"         |
| Y y                     | /j/    | i em "cuidado"          |
| Y y                     | /i/    | i em "quina"            |
| Z z                     | /z/    | z em "zebra"            |

## Letras especiais
A ortografia romena não usa acentos ou diacríticos – estes são símbolos secundários adicionados às letras (ou seja, glifos básicos) para alterar a sua pronúncia ou para distinguir entre palavras. Existem, no entanto, cinco letras especiais no alfabeto romeno (associadas a quatro sons diferentes) que são formadas pela modificação de outras letras latinas; estritamente falando, essas letras funcionam como glifos básicos por si só, em vez de letras com sinais diacríticos, mas são frequentemente chamadas destes últimos. Elas são:
- Ă ă — a com acento breve – para o som /ə/
- Â â — a com circunflexo – para o som /ɨ/
- Î î — i com circunflexo – para o som /ɨ/
- Ș ș — s com vírgula – para o som /ʃ/
- Ț ț — t com vírgula – para o som /ts/

### ÂversusÎ
São letras foneticamente idênticas, isto é, são pronunciadas da mesma maneira, porém são usadas de maneira diferentes: A letra "Â" é usada no meio de uma palavra, enquanto que a letra "Î" é usada no começo. A letra "Î" só pode ser posicionada no meio da palavra se for colocado um prefixo na  frente dela.

### Vírgula abaixo (ș e ț)versuscedilha (ş e ţ)
Embora o padrão da Academia Romena exija as variantes abaixo da vírgula para os sons /ʃ/ e /ts/, as variantes da cedilha ainda são amplamente utilizadas. Muitos textos impressos e online ainda utilizam incorretamente "s com cedilha" e "t com cedilha". Esse estado de coisas se deve a uma falta inicial de padronização de glifos, agravada pela falta de suporte de fonte de computador para as variantes com vírgula abaixo.